# Hydraena praetermissa
Hydraena praetermissa är en skalbaggsart som beskrevs av Manfred A. Jäch 1987. Hydraena praetermissa ingår i släktet Hydraena och familjen vattenbrynsbaggar. Inga underarter finns listade i Catalogue of Life.